# Jacek Sieńko
Jacek Sieńko – polski lekarz, dr hab. nauk medycznych i nauk o zdrowiu, adiunkt II Katedry Położnictwa i Ginekologii Wydziału Lekarskiego Warszawskiego Uniwersytetu Medycznego.

## Życiorys
W latach 1992–1998 studiował medycynę na I Wydziale Lekarskim Akademii Medycznej w Warszawie i otrzymał tytuł lekarza w 1998. W 2007 uzyskał tytuł specjalisty w położnictwie i ginekologii, a w 2012 tytuł specjalisty w ginekologii onkologicznej. 
20 grudnia 2006 obronił pracę doktorską Ocena efektów wybranych schematów immunoterapii na ludzkich liniach komórkowych raka jajnika. 30 września 2019 habilitował się na podstawie pracy zatytułowanej Nowe czynniki prognostyczne i markery raka jajnika o potencjalnym znaczeniu diagnostyczno-terapeutycznym. Był zatrudniony na stanowisku starszego wykładowcy w  II Katedrze i Klinice Położnictwa i Ginekologii na I Wydziale Lekarskim Warszawskiego Uniwersytetu Medycznego. Jest adiunktem II Katedry Położnictwa i Ginekologii Wydziału Lekarskiego Warszawskiego Uniwersytetu Medycznego.
Od 1 października 2020 pełni funkcję Prodziekana ds. Studenckich English Division na Wydziale Lekarskim Warszawskiego Uniwersytetu Medycznego.